# Сулима, Фёдор Иванович

Герб Переяславского полка Войска Запорожского

Фёдор Иванович Сулима (укр. Федір Іванович Сулима (около 1629 — 1691)— казацкий полководец, полковник Переяславского полка Войска Запорожского, бунчуковый товарищ.

## Биография
Представитель известного казацкого рода Сулимов.
Сын известного запорожского гетмана Ивана Сулимы.
В молодости попал в плен к туркам, однако ему удалось бежать на Дон, но во время одного из походов на стругах, в бою вновь попал в турецкий плен и 12 лет провёл на каторге, прикованным к галере. Выкупленный венецианскими купцами и мальтийцами вместе с тысячами других рабов, вернулся на родину.
Пытался вернуть свои права на родительские владения. Некоторое время был советником — райцей (то есть, членом городской управы) Переяславского магистрата (1653), а потом пошёл на военную службу к польскому королю.
В 1661 г. вступил в Переяславский полк, который был на стороне польского короля и Юрия Хмельницкого. После того, как полковник переяславский Михайло Крыса попал в московский плен, переяславцев сторонников Ю. Хмельницкого, возглавил Фёдор Сулима.
Еще 30 мая 1659 г. получил королевский универсал на мельницу в с. Столпяги на р. Карань,
с. Рогощи в Черниговском воеводстве после смерти помощника судьи черниговского Якуба Оранского, который умер без потомства.
30 июля 1661 г. как полковник переяславский был награждён королевским универсалом на села Юльче и Берëзки в Киевском воеводстве. В это же время был назначен королём опекуном над детьми брата Степана Сулимы. Кроме вышеупомянутых сёл, ленным правом держал Яблонов на Припяти, а также от Яремы Вишневецкого — Пулинцы в Лубенском ключе (позже входили во ІІ-ю Лубенскую полковую сотню).
В 1673 году ездил с сыном Иваном в Москву и принял подданство России.
В 1689 года получил универсал гетмана Ивана Мазепы на сёла Гудовку (46 дворов) и Михальчину Слободу (90 дворов).
После смерти Ф. И. Сулима поместье перешло к его сыну — Ивану Фёдоровичу, а от того — к сыну его Ивану Ивановичу Сулиме.
Дети:
- Сын — Иван Сулима, полководец, генеральный хорунжий (1708—1721), наказной гетман (с 1718).
- Дочери — Анна, Мария, две неизвестные.